# Дејан Антонић
Дејан Антонић (Београд, 22. јануар 1969) је бивши југословенски и српски фудбалер и садашњи фудбалски тренер.

## Биографија
Верен је Индонежанком Веном Тикоалу, са којом има сина Стефана Антонића (2001), који тренутно игра фудбал за Киче. Антонић има и ћерку која студира у Србији.

## Каријера

### Фудбалска
Каријеру је започео као омладинац у Црвеној звезди, где је играо у периоду од 1984. до 1989. године. Године 1987. Антонић је позван да тренира са тимом репрезентације Југословије до 20. година, која је тада упамћена као златна генерација Репрезентација Југославије до 20. година је 1987. године освојила златну медаљу на Светском првенство у фудбалу до 20 година. Антонић је касније дошао у Црвену звезду, где није одиграо ниједну лигашку утакмицу. Током сезоне 1989/90. играо је за Спартак Суботицу, а након тога за Напредак Крушевац у Другој савезоној лиги Југославије. Играо је за Беверен из Белгије, а у периоду од 1994. до 1995. године за Обилић. Средином 1995. године напустио је Европу и почео да игра у Персебаја Сурабаји у Индонезији. Након тога играо је за Перситу Тангеранг, Персему Маланг, Дабл Фловер ФА, Хонг Конг ренџерсе, Сун Хеј, а фудбалску каријеру завршио у кинеском Кичеу.

### Тренерска
У периоду од 2005. до 2008. године био је тренер Кичеа. Са Кичеом је освојио два трофеја, лигашки и сениорски куп у Хонгконгу. Године 2006. изабран је за најбољег фудбалског тренера Хонгконга. У периоду од 2007. до 2009 био је тренер репрезентације Хонгконга, након тога Пегасуса, Шатина, Тај Чунга, Туен Муна, Арема Индонезије, Про Дута, Мадура јунајтеда, Персиб Бандунга, Јужне Кине и Хонгконг ренџерса, где се задржао од јула до децембра 2017. године. Од 28. марта 2018. године тренирао је Борнео, а од 2019. године тренира Мадуру јунајтед.
Мечеви репрезентације Хонгконга у време када ју је тренирао Антонић
| # | Датум            | Тип утакмице                           | Локација       | Противник | Резултат |
| - | ---------------- | -------------------------------------- | -------------- | --------- | -------- |
| 1 | 19. новембар     | пријатељска утакмица                   | Макао          | Макао     | 9–1      |
| 2 | 14. јануар 2009. | пријатељска утакмица                   | Хонгконг       | Индија    | 2–1      |
| 3 | 21. јануар 2009. | Квалификације за АФК азијски куп 2011. | Хонгконг       | Бахреин   | 1–3      |
| 4 | 28. јануар 2008. | Квалификације за АФК азијски куп 2011. | Сана, Јемен    | Јемен     | 0–1      |
| 4 | 1. јануар 2009   | Гуангдунг—Хонгконг куп 2009.           | Гуангџоу, Кина | Гуангдунг | 1–3      |
| 5 | 4. јануар 2009   | Гуангдунг—Хонгконг куп 2009.           | Хонгконг       | Гуангдунг | 4–1      |